# Limfocytoza
Limfocytoza - zwiększenie liczby limfocytów we krwi obwodowej. Jest objawem trwania w organizmie procesów zapalnych, naruszających równowagę układu odpornościowego organizmu i w okresie rekonwalescencji po wszelkich chorobach infekcyjnych lub przy przebiegających łagodnie zakażeniach swoistych, jak gruźlica lub kiła. Bardzo duża limfocytoza jest objawem białaczek limfatycznych.
Limfocytozę wykazuje się podczas badania morfologii krwi.

Przeczytaj ostrzeżenie dotyczące informacji medycznych i pokrewnych zamieszczonych w Wikipedii.